# Sumik czarny
Sumik czarny (Ameiurus melas) – gatunek słodkowodnej, wszystkożernej ryby sumokształtnej z rodziny sumikowatych (Ictaluridae), często mylony z sumikiem karłowatym (Ameiurus nebulosus). Występuje w Ameryce Północnej, skąd został sprowadzony do wielu krajów Europy. W Polsce jest gatunkiem obcym, stwierdzonym w 2007 roku. Jest uważany za gatunek potencjalnie inwazyjny.

## Rozmieszczenie i środowisko
Naturalny zasięg występowania tego gatunku obejmuje Amerykę Północną od Kanady po Teksas i północny Meksyk. Introdukowany w wielu krajach. Gatunek limnofilny – występuje w stawach, małych jeziorach, rozlewiskach rzecznych, w strumieniach, małych i dużych rzekach, starorzeczach, w obszarach o ciepłej i mętnej wodzie, błotnistym, miękkim dnie i powolnym nurcie. 

### Introdukcja w Europie
Pod koniec XIX wieku kilka gatunków sumikowatych, w tym sumik karłowaty, czarny i żółty zostały sprowadzone z Ameryki Północnej do Europy dla potrzeb akwakultury, akwarystyki, badań laboratoryjnych i dla celów rekreacyjnych (wędkarstwo). Najpierw introdukowano je na terenie Francji (ryby sprowadzono z Missisipi) w 1871, następnie sprowadzano je do Niemiec, począwszy od 1885. Na terenach ówczesnych Niemiec znajdowały się stawy w Barnówku koło Dębna, do których wprowadzono około 50 młodych sumików. Identyfikacja introdukowanych gatunków nigdy nie została potwierdzona, ale powszechnie uważano, że był to sumik karłowaty.
Od końca XX wieku sumik czarny notowany był w 18 krajach Europy i jego zasięg dalej się rozszerza. W 1997 stwierdzono jego obecność w Rumunii, w 1999 na Słowacji, w 2002 w Portugalii, w 2003 w Czechach, w 2005 w Serbii i na Półwyspie Iberyjskim, a dwa lata później w Polsce. W 2014 potwierdzono jego obecność na Ukrainie.

### Introdukcja w Polsce
We wczesnych latach 50. XX wieku w dorzeczu Wisły zaobserwowano ryby uznane za osobniki sumika karłowatego. Obecność sumika czarnego w wodach Polski została jednoznacznie stwierdzona w czerwcu i lipcu 2007 roku w zbiorniku zaporowym Szydłówek w Kielcach, gdzie wędkarze złowili około 10 osobników. Do tego czasu uważano, że jedynym przedstawicielem sumikowatych w polskiej ichtiofaunie jest sumik karłowaty. Przypuszczano, że pojawienie się drugiego gatunku było spowodowane nierejestrowanym wprowadzeniem przez wędkarzy. Nie było jasne, w jaki sposób sumik czarny przedostał się do dorzecza Wisły. Zaproponowano dwie główne hipotezy dotyczące czasu i sposobu, w jaki sumik czarny dostał się do polskich wód. Jedna zakłada, że przedostał się z sąsiednich krajów, gdzie stwierdzono jego obecność na przełomie XX i XXI wieku. Druga, że sprowadzono go pod koniec XIX wieku wraz z sumikiem karłowatym, ale ze względu na duże podobieństwo pozostawał nierozpoznany od ponad 100 lat.
W marcu 2010 w zbiorach Muzeum i Instytutu Zoologii Polskiej Akademii Nauk znaleziono jeden okaz, który po dokładnym zbadaniu okazał się być przedstawicielem Ameiurus melas, sumika czarnego, a nie – jak go błędnie opisano – karłowatego. Był to okaz złowiony w 1953 w rzece Jeziorka w pobliżu Konstancina, co wykazało, że już w latach 50. ubiegłego wieku sumik czarny był obecny w dorzeczu Wisły. Odkrycie to potwierdza również hipotezę, że został wprowadzony do polskich wód razem z sumikiem karłowatym pod koniec XIX wieku. Ewentualnie mógł zostać wprowadzony do wód Wielkopolski przed II wojną światową przez niemieckich rybaków. Późniejsze introdukcje są mniej prawdopodobne, ponieważ już w latach 30. XX wieku hodowcy i wędkarze zaprzestali wsiedlania sumików, które nie spełniły pokładanych w nich nadziei.

## Cechy charakterystyczne
Sumik czarny jest blisko spokrewniony z sumikiem karłowatym i obydwa gatunki są do siebie bardzo podobne. Różnią się ubarwieniem, zwłaszcza płetwy odbytowej i ogonowej. Ciało sumika czarnego jest ciemniejsze, często prawie czarne, z jaśniejszym brzuchem; sumik karłowaty miewa marmurkowaty wzór na bokach ciała. Jasne promienie płetwy odbytowej i ogonowej sumika czarnego wyraźniej kontrastują z ciemnymi błonami. Płetwa odbytowa ma 17–21 (zwykle 18–20) promieni w odróżnieniu do 21–24 (zwykle 22–23) u sumika karłowatego. Twardy kolec płetw piersiowych sumika czarnego jest zawsze gładki na końcu, a u karłowatego wewnętrzna krawędź jest delikatnie ząbkowana. U sumika czarnego występuje też charakterystyczne otłuszczenie podstawy płetwy odbytowej, co czyni ją słabo odcinającą się od ciała. Płetwa odbytowa sumika karłowatego jest pozbawiona takiego zgrubienia i wyraźnie odcina się od krawędzi brzucha.
Dorosłe osobniki A. melas osiągają przeciętnie 26,6 cm, maksymalnie 66 cm długości całkowitej (TL). Maksymalna odnotowana masa ciała wynosi 3,6 kg. Maksymalny odnotowany wiek ryby: 10 lat.  

## Biologia i ekologia
Dorosłe osobniki w ciągu dnia zwykle pozostają mało aktywne, przebywając w większych zgrupowaniach wśród roślinności wodnej. Żerują nocą. Jest to gatunek wszystkożerny. Młode żywią się młodocianymi stadiami owadów, pijawek i skorupiaków, a dorosłe małżami, ślimakami, roślinami i rybami.
Samice składają ikrę w zbudowanych przez siebie płytkich gniazdach usadowionych w ustronnych miejscach – pod kłodami lub warstwami roślin. Rodzice wentylują ikrę.
Podobnie jak sumik karłowaty, gatunek ten wykazuje dużą odporność na niekorzystne warunki środowiska. Jest to jeden z najbardziej tolerancyjnych gatunków ryb odpornych na zanieczyszczenie wody.

## Systematyka
Gatunek opisany naukowo przez C. S. Rafinesque'a w 1820 pod nazwą Silurus melas, z rzeki Ohio. Klasyfikowany był w rodzajach Silurus, Pimelodus, Ictalurus i Ameiurus.

### Etymologia
Nazwa rodzajowa Ameiurus odnosi się do płetwy ogonowej pozbawionej wcięcia. Pochodzi od greckiego α a (bez) i  μείουρος meiouros (bez ogona).
Epitet gatunkowy melas wywodzi się od greckiego słowa μέλας (mélas) oznaczającego ciemny lub czarny.

## Znaczenie gospodarcze
Mięso sumika czarnego jest jadalne. Większe osobniki są poławiane na niewielką skalę w rybołówstwie oraz przez wędkarzy jako ryby konsumpcyjne, a mniejsze jako akwariowe. Bywa hodowany w akwakulturze. Sumik czarny jest uważany za szkodnika.

## Wpływ na środowisko
W kilku krajach po introdukcji sumika czarnego odnotowano jego niekorzystny wpływ na środowisko. W Polsce jest uznawany za gatunek potencjalnie inwazyjny. Znane są takie negatywne skutki jego aktywności, jak zwiększanie zmętnienia wody i zmniejszanie wydajności drapieżnictwa szczupaka oraz negatywny wpływ na limnofilne gatunki ryb poprzez bezpośrednie drapieżnictwo.

## Status i zagrożenia
Według stanu z 2018 gatunek ten figuruje w Czerwonej księdze gatunków zagrożonych Międzynarodowej Unii Ochrony Przyrody (IUCN) w kategorii najmniejszej troski (LC). Zasięg i wielkość populacji zwiększyły się w długim okresie w wyniku introdukcji poza macierzystym zasięgiem. Nie stwierdzono istotnych zagrożeń dla tego gatunku.